# Administrativní dělení Mexika

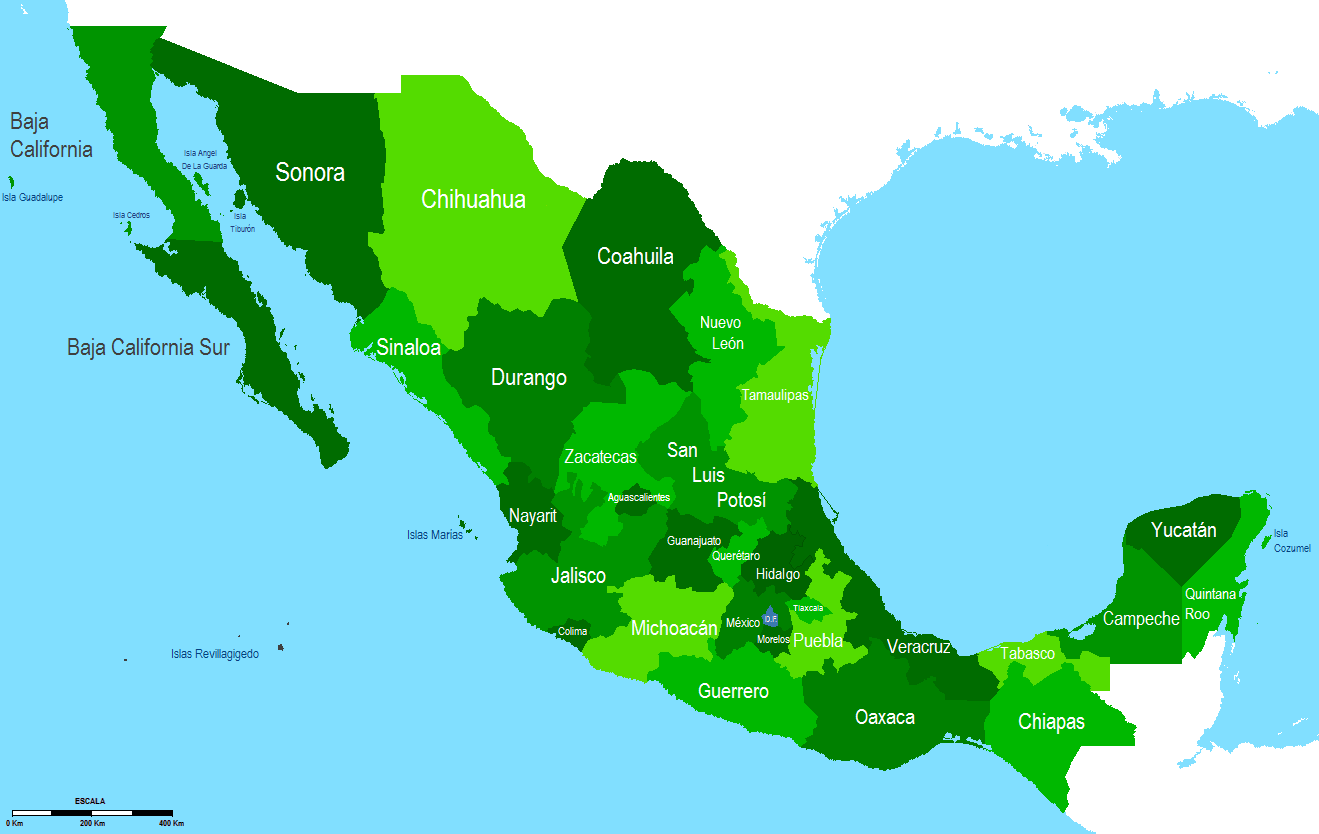
Mexické státy a Ciudad de México

Mexiko (celým názvem Spojené státy mexické, španělsky Estados Unidos Mexicanos) je federativní stát, který se skládá z 31 států a 1 hlavního města Ciudad de México.

## Přehled území
| Subjekt             | Hlavní město              | Rok vzniku státu | ISO 3166-2 | Obyvatelstvo (2020) | % obyv. Mexika | Rozloha [km²] | % rozlohy Mexika | Hustota zalidnění [obyv./km²] |
| ------------------- | ------------------------- | ---------------- | ---------- | ------------------- | -------------- | ------------- | ---------------- | ----------------------------- |
| Aguascalientes      | Aguascalientes            | 1857             | AGU        | 1 425 607           | 1,1 %          | 5 615,7       | 0,3 %            | 253,9                         |
| Baja California     | Mexicali                  | 1952             | BCN        | 3 769 020           | 3 %            | 71 450,0      | 3,6 %            | 52,8                          |
| Baja California Sur | La Paz                    | 1974             | BCS        | 798 447             | 0,6 %          | 73 909,4      | 3,8 %            | 10,8                          |
| Campeche            | San Francisco de Campeche | 1863             | CAM        | 928 363             | 0,7 %          | 57 484,9      | 2,9 %            | 16,1                          |
| Coahuila            | Saltillo                  | 1824             | COA        | 3 146 771           | 2,5 %          | 151 594,8     | 7,7 %            | 20,8                          |
| Colima              | Colima                    | 1856             | COM        | 731 391             | 0,6 %          | 5 626,9       | 0,3 %            | 130,0                         |
| Ciudad de México    | Ciudad de México          | 2016             | CMX        | 9 209 944           | 7,3 %          | 1 494,3       | 0,1 %            | 6163,3                        |
| Durango             | Victoria de Durango       | 1824             | DUR        | 1 832 650           | 1,5 %          | 123 364,0     | 6,3 %            | 14,9                          |
| Guanajuato          | Guanajuato                | 1823             | GUA        | 6 166 934           | 4,9 %          | 30 606,7      | 1,6 %            | 201,5                         |
| Guerrero            | Chilpancingo              | 1849             | GRO        | 3 540 685           | 2,8 %          | 63 595,9      | 3,2 %            | 55,7                          |
| Hidalgo             | Pachuca de Soto           | 1869             | HID        | 3 082 841           | 2,4 %          | 20 821,4      | 1,1 %            | 148,1                         |
| Chiapas             | Tuxtla Gutiérrez          | 1824             | CHP        | 5 543 828           | 4,4 %          | 73 311,0      | 3,7 %            | 75,6                          |
| Chihuahua           | Chihuahua                 | 1824             | CHH        | 3 741 869           | 3,0 %          | 247 412,6     | 12,6 %           | 15,1                          |
| Jalisco             | Guadalajara               | 1823             | JAL        | 8 348 151           | 6,6 %          | 78 595,9      | 4,0 %            | 106,2                         |
| México              | Toluca                    | 1823             | MEX        | 16 992 418          | 13,5 %         | 22 351,8      | 1,1 %            | 760,2                         |
| Michoacán           | Morelia                   | 1823             | MIC        | 4 748 846           | 3,8 %          | 58 598,7      | 3,0 %            | 81,0                          |
| Morelos             | Cuernavaca                | 1869             | MOR        | 1 971 520           | 1,6 %          | 4 878,9       | 0,2 %            | 404,1                         |
| Nayarit             | Tepic                     | 1917             | NAY        | 1 235 456           | 1,0 %          | 27 856,5      | 1,4 %            | 44,4                          |
| Nuevo León          | Monterrey                 | 1824             | NLE        | 5 784 442           | 4,6 %          | 64 156,2      | 3,3 %            | 90,2                          |
| Oaxaca              | Oaxaca de Juárez          | 1823             | OAX        | 4 132 148           | 3,3 %          | 93 757,6      | 4,8 %            | 44,1                          |
| Puebla              | Puebla                    | 1823             | PUE        | 6 583 278           | 5,2 %          | 34 309,6      | 1,7 %            | 191,9                         |
| Querétaro           | Santiago de Querétaro     | 1823             | QUE        | 2 368 467           | 1,9 %          | 11 690,6      | 0,6 %            | 202,6                         |
| Quintana Roo        | Chetumal                  | 1974             | ROO        | 1 857 985           | 1,5 %          | 44 705,2      | 2,3 %            | 41,6                          |
| San Luis Potosí     | San Luis Potosí           | 1823             | SLP        | 2 822 255           | 2,2 %          | 61 138        | 3,1 %            | 46,2                          |
| Sinaloa             | Culiacán                  | 1830             | SIN        | 3 026 943           | 2,4 %          | 57 365,4      | 2,9 %            | 52,8                          |
| Sonora              | Hermosillo                | 1824             | SON        | 2 944 840           | 2,3 %          | 179 354,7     | 9,1 %            | 16,4                          |
| Tabasco             | Villahermosa              | 1824             | TAB        | 2 402 598           | 1,9 %          | 24 730,9      | 1,3 %            | 97,1                          |
| Tamaulipas          | Ciudad Victoria           | 1824             | TAM        | 3 527 735           | 2,8 %          | 80 249,3      | 4,1 %            | 44,0                          |
| Tlaxcala            | Tlaxcala                  | 1856             | TLA        | 1 342 977           | 1,1 %          | 3 996,6       | 0,2 %            | 336                           |
| Veracruz            | Xalapa                    | 1823             | VER        | 8 062 579           | 6,4 %          | 71 823,5      | 3,7 %            | 112,3                         |
| Yucatán             | Mérida                    | 1823             | YUC        | 2 320 898           | 1,8 %          | 39 524,4      | 2,0 %            | 58,7                          |
| Zacatecas           | Zacatecas                 | 1823             | ZAC        | 1 622 138           | 1,3 %          | 75 275,3      | 3,8 %            | 21,5                          |
| Mexiko              | Ciudad de México          |                  |            | 126 014 024         |                | 1 960 646,7   |                  | 63,4                          |